# Forte Marechal Hermes
O Forte Marechal Hermes localiza-se ao sul da foz do rio Macaé, na ponta de terra entre a praia de Imbetiba e a praia das Conchas, fronteiro ao arquipélago de Sant'Anna (ilhas de Sant'Anna, do Francês, do Papagaio e ilhote Sul), na cidade e município de Macaé, no litoral norte do estado brasileiro do Rio de Janeiro.

## História
No contexto da Questão Christie (1862-1865), a Comissão nomeada pelo Governo Imperial para verificar o estado das fortificações (1863), propôs melhoramentos para o antigo Forte de Macaé, abandonado desde fins de 1859, que, entretanto, não foram implementados (GARRIDO, 1940:102).
Após a proclamação da República (1889), no governo do presidente Marechal Floriano Peixoto (1891-1894) um novo projeto para a defesa deste ponto do litoral fluminense foi elaborado, com sua execução iniciada no governo do presidente Prudente de Morais (1894-1898). Um projeto semelhante foi executado no Forte Marechal Luz, no litoral do estado de Santa Catarina, um pouco mais tarde. Tratava-se de uma bateria a céu aberto, com planta octogonal, erguida na cota mais elevada do morro da Fortaleza (cinquenta metros acima do nível do mar), cujas obras prosseguiam ainda em 1900. Suspensas logo após, somente em 1910 foram erguidos os Quartéis para a tropa. O forte estava guarnecido, à época, pela 8ª Companhia Isolada de Artilharia, sendo denominado, a partir de 1911, como Forte Marechal Hermes, em homenagem ao então presidente da República, Marechal Hermes Rodrigues da Fonseca (1910-1914). A partir de 1912 passou a acantonar o 1º Batalhão de Artilharia de Posição, mas, no ano seguinte, ainda não dispunha dos aparelhos elétricos para orientação de tiro e disparo das peças de artilharia (150 mm?) que haviam sido instaladas na bateria elevada, e que haviam pertencido ao cruzador Tamandaré, da Marinha do Brasil, que deu baixa em 1915. Somente durante a Primeira Guerra Mundial (1914-1918), a partir de 1915 as instalações do forte passaram a contar com água encanada, da rede da cidade de Macaé, sendo instalada também a força elétrica (GARRIDO, 1940:102-103). O mesmo autor complementa que, à época (1940), estava classificado como fortificação de 2ª Classe (op. cit., p. 103).
BARRETTO (1958) complementa mencionando o nome do diretor das obras do forte, 1º Tenente Feliciano Pires de Abreu Sodré, bem como a sua data de inauguração, 15 de Abril de 1910, à qual compareceram o então Ministro da Guerra, General José Bernardino Bormann (representando o então presidente da República, Dr. Nilo Peçanha), e o presidente eleito da República, Marechal Hermes da Fonseca. Considerado fora de serviço (1954), estava, à época (1958), guarnecido pela 1ª Bateria do 10º Grupo de Artilharia de Costa Motorizado (GACosM) (op. cit., p. 215-216).
Envolvida por cerca de doze hectares de Mata Atlântica preservada, a Bateria Alta ("Bateria Marechal Hermes") compõe-se por um Posto de Comando a céu aberto, que se comunica acusticamente por galerias aos poços casamatados (paióis de serviço) dos quatro canhões Armstrong calibre 154.4, também a céu aberto, em plano superior. O Pavilhão de Comando remonta a 1939, e o Portão das Armas, à entrada do forte, foi reinaugurado em 1958, estando ornado atualmente com duas peças de artilharia de calibre 152.4 mm, desativadas em 1997.
Em 1991 o comando da 2ª Brigada de Artilharia de Costa procedeu à restauração da muralha da bateria do antigo Forte de Santo Antônio do Monte Frio, com projeto da Engenheira Lúcia de Fátima S. Nunes. Conservada como marco da fundação de Macaé, está ornada com quatro peças de ferro portuguesas, antecarga, de alma lisa, montadas em reparos navais à barbeta.
Até o ano de 2003, guarnecia a 1ª Bateria do 10º Grupo de Artilharia de Costa Motorizado (1ª/10º GACosM), extinta em 2004, com o deslocamento de unidades militares fluminenses para a Amazônia. Atualmente o forte é utilizado pela 9ª Bateria de Artilharia Antiaérea (Es).
As instalações do forte podem ser visitadas à praia das Conchas s/nr., em Macaé, aos sábados, domingos e feriados, das 09:00 às 14:00 h.